# Laurent-Guillaume de Koninck

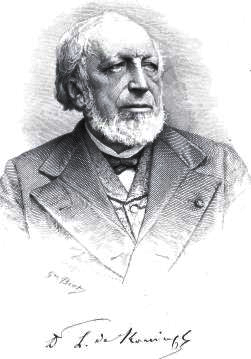
Laurent-Guillaume de Koninck

Laurent-Guillaume de Koninck (* 3. Mai 1809 in Löwen; † 16. Juli 1887 in Lüttich) war ein belgischer Paläontologe und Chemiker.

## Leben
Er studierte Medizin an der Reichsuniversität Löwen und wurde 1831 Assistent am Lehrstuhl für Chemie. In Paris, Berlin und Gießen setzte er sein Studium fort, und unterrichtete später in Gent und Lüttich. 1856 wurde er zum Professor der Chemie an der Universität Lüttich berufen. Diesen Posten behielt er bis an sein Lebensende.
Um das Jahr 1835 begann er, seine Freizeit der Untersuchung der Fossilien des karbonischen Kohlenkalks in der Umgebung von Lüttich zu widmen. Mit der Zeit errang er einen Ruf als Experte für paläozoische Fossilien, vor allem aufgrund seiner Beschreibungen der Mollusken, Brachiopoden, Crustaceen und Crinoiden des Kohlenkalks von Belgien. In Anerkennung seiner Leistungen verlieh ihm die Geological Society of London 1875 die Wollaston-Medaille, und 1876 wurde er zum Professor der Paläontologie an der Universität Lüttich berufen. Im Jahr 1882 wurde er zum Mitglied der Leopoldina gewählt. Die Royal Society of New South Wales verlieh ihm 1886 die Clarke-Medaille.

## Schriften
- 1839: Eléments de chimie inorganique
- 1842–1844: Description des animaux fossiles qui se trouvent dans le terrain Carbonifère de Belgique (Ergänzungsband 1851)
- 1847, 1873: Recherches sur les animaux fossiles